# Talent DPC-200
El Talent DPC-200 es una computadora doméstica de la norma MSX, fabricada en Argentina por la firma Telemática S.A, a mediados de los años 1980, y comercializada en este país además de Chile y Uruguay. Si bien el diseño estaba basado en la Daewoo DPC-200, logró una buena integración en terminos de fabricación nacional, cerca del 70%, provincia de San Juan.
Carlos Manzanedo, quién inició el proyecto de computadoras MSX en Argentina, logró comprar 100mil licencias del software a Microsoft y así grabar las EPROM. De las 100mil, se usarían 60mil para las MSX de primera generación.
La DPC-200 fue sucedida por la MSX2 TPC-310, con más memoria, mejor prestaciones en video, entre otras. Mejoras propias de las MSX de segunda generación.

## Especificaciones técnicas
| Fabricante                     | Telemática S.A. (esta basado en partes de Daewoo) |
| Modelo                         | DPC-200 |
| Año                            | 1985 |
| Memoria RAM                    | 64K estándar + 16K de uso exclusivo del chip de video |
| Memoria ROM                    | 32K estándar, admite cartuchos ROM en el conector superior |
| CPU                            | Zilog Z80A a 3,58 MHz |
| Sistema                        | BASIC Microsoft Extendido (MSX-BASIC 1.0) en ROM, MSX-DOS y CP/M basados en disquete, compatibilidad con otras máquinas que adhieren al estándar MSX |
| Teclado                        | QWERTY estándar de desplazamiento completo, con 77 teclas: 48 teclas alfanuméricas, y 25 teclas de control que incluyen 5 teclas de función programables con 10 funciones posibles, y 4 teclas de cursor independientes combinables para generar 8 direcciones |
| Pantalla                       | Chip de video TMS9929A de Texas Instruments con 16K de memoria de video independiente, 4 modos de video, pantalla de texto de 40x24 y 32x24 caracteres, pantalla gráfica de 256x192 píxeles con 16 colores (2 colores por bloque de 8x8 puntos), modo multicolor de 64x48 píxeles (bloques de 4x4 píxeles), 32 sprites disponibles de 8x8 píxeles, salida de video RF en canal 4 y conectores RCA de audio mono y video compuesto |
| Impresora                      | Dispone de un conector paralelo con señales compatible Centronics, por lo cual se puede utilizar cualquier impresora de PC compatibles, si bien utiliza un conector no estándar, por lo que requiere un cable especial. |
| Dispositivos de almacenamiento | Unidad de casete externa conectada al puerto de casete mediante el cable adaptador suministrado, grabación en sistema FSK a 1200/2400 baudios, accesible desde BASIC como CAS:. Unidad de disquete externa conectada al bus de expansión, accesible como A:. Se dispone de una unidad de disquete Talent DPF-555 de 5.25", con una capacidad de 360K formateados, y formato de disco compatible con MS-DOS |
| Sonido                         | Chip de sonido AY-3-8910, 8 octavas, 3 voces, 9 formas de onda para envolvente, generador de tono o ruido seleccionable, 16 niveles de volumen por canal, salida de sonido por conector RCA monofónico o por RF. |
| Entradas / Salidas             | Bus de expansión: Permite conectar entre otros accesorios, la unidad de disquete, una interfaz serie RS-232 o un módem, está ubicado en la parte posterior de la máquina, y dispone de todas las señales del bus de sistema. Casete externo: Conector DIN de 8 pines que por medio del cable adaptador incluido permite conectar con una unidad de casete estándar. Conector de cartuchos: Está ubicado en la parte superior de la máquina y permite conectar cartuchos ROM compatibles con la norma MSX. Salida modulador RF: Permite conectar la máquina a un TV PAL N estándar, con la señal de video modulada en canal 4. Conectores AV: Permite conectar la máquina a un monitor de video compuesto PAL N, son dos conectores RCA, para audio monofónico y video compuesto Conector paralelo: Permite conectar por medio de un cable adaptador, cualquier impresora compatible Centronics. Joysticks: 2 conectores tipo Atari de 9 pines |
| Alimentación                   | Fuente integrada en la consola, conexión directa a 220V |
| Dimensiones                    | 400 x 225 x 74 mm |